# UFC on Fox: Maia vs. Condit
UFC on Fox: Maia vs. Condit è stato un evento di arti marziali miste tenuto dalla Ultimate Fighting Championship svolto il 27 agosto 2016 al Rogers Arena di Vancouver, Canada.

## Retroscena
Questo è stato il secondo evento UFC on Fox a tenersi fuori dagli Stati Uniti (il primo fu UFC on Fox: Gustafsson vs. Johnson, in Svezia nel gennaio del 2015) ed il primo in Canada.
Nel main event della card si affrontarono l'ex campione dei pesi welter WEC ed ex campione ad interim dei pesi welter UFC Carlos Condit e Demian Maia. Inizialmente l'incontro doveva tenersi per l'evento UFC 202, ma venne in seguito spostato in questa card.
Ning Guangyou doveva affrontare Marlon Vera all'evento UFC 202. Tuttavia, a causa di problemi di doping avuti da Guangyou l'intero match venne spostato per questo evento. Ancora una volta, per problemi con il visto d'ingresso per il Canada, Guangyou non poté affrontare Vera in questo evento.
Josh Emmett avrebbe dovuto affrontare il nuovo arrivato Jeremy Kennedy, ma venne rimosso dalla card il 19 agosto per infortunio. Al suo posto venne inserito Alex Ricci.
Chad Laprise superò il limite di peso della sua categoria, pesando 72,12 kg. In seguito, venne penalizzato con la detrazione del 20% dal suo stipendio.
L'incontro di pesi medi tra Adam Hunter e Ryan Janes venne cancellato dopo la verifica del peso, a causa di una potenziale violazione delle leggi anti-doping da parte di Adam Hunter.

## Risultati
|                                   | Divisione              |                    |                 |                  | Metodo                                      | Round           | Tempo           | Premio          |
| Card Principale                   | Card Principale        | Card Principale    | Card Principale | Card Principale  | Card Principale                             | Card Principale | Card Principale | Card Principale |
| --------------------------------- | ---------------------- | ------------------ | --------------- | ---------------- | ------------------------------------------- | --------------- | --------------- | --------------- |
|                                   | Pesi Welter            | Demian Maia        | batte           | Carlos Condit    | Sottomissione (rear-naked choke)            | 1               | 1:52            | POTN            |
|                                   | Pesi Piuma             | Anthony Pettis     | batte           | Charles Oliveira | Sottomissione (ghigliottina)                | 3               | 1:49            |                 |
|                                   | Pesi Paglia (F)        | Paige VanZant      | batte           | Bec Rawlings     | KO Tecnico (switch kick e pugni)            | 2               | 0:17            | POTN            |
|                                   | Pesi Leggeri           | Jim Miller         | batte           | Joe Lauzon       | Decisione non unanime (29-28, 28-29, 29-28) | 3               | 5:00            | FOTN            |
| Card Preliminare (Fox)            |                        |                    |                 |                  |                                             |                 |                 |                 |
|                                   | Pesi Medi              | Sam Alvey          | batte           | Kevin Casey      | KO Tecnico (pugni)                          | 2               | 4:56            |                 |
|                                   | Pesi Leggeri           | Kyle Bochniak      | batte           | Enrique Barzola  | Decisione non unanime (29-28, 27-30, 29-28) | 3               | 5:00            |                 |
|                                   | Pesi Medi              | Alessio Di Chirico | batte           | Garreth McLellan | Decisione non unanime (29-28, 28-29, 29-28) | 3               | 5:00            |                 |
|                                   | Pesi Leggeri           | Felipe Silva       | batte           | Shane Campbell   | KO Tecnico (pugni)                          | 1               | 1:13            |                 |
| Card Preliminare (UFC Fight Pass) |                        |                    |                 |                  |                                             |                 |                 |                 |
|                                   | Catchweight (72,12 kg) | Chad Laprise       | batte           | Thibault Gouti   | KO Tecnico (pugni)                          | 1               | 1:36            |                 |
|                                   | Pesi Leggeri           | Jeremy Kennedy     | batte           | Alex Ricci       | Decisione unanime (30-27, 30-27, 29-28)     | 3               | 5:00            |                 |

## Premi
I lottatori premiati ricevettero un bonus di 50.000 dollari.
Legenda:
- FOTN: Fight of the Night (vengono premiati entrambi gli atleti per il miglior incontro dell'evento)
- POTN: Performance of the Night (viene premiato il vincitore per la migliore performance dell'evento)

## Incontri annullati
|  | Divisione    |              |        |                | Motivo                              |
|  | ------------ | ------------ | ------ | -------------- | ----------------------------------- |
|  | Pesi Gallo   | Ben Guangyou | contro | Marlon Vera    | Guangyou ebbe problemi con il visto |
|  | Pesi Leggeri | Josh Emmett  | contro | Jeremy Kennedy | Emmett subì un infortunio           |
|  | Pesi Medi    | Adam Hunter  | contro | Ryan Janes     | Hunter violò le leggi anti-doping   |